# Mand og Kvinde
Mand og Kvinde er en amerikansk stumfilm fra 1919 af Cecil B. DeMille.

## Medvirkende
- Gloria Swanson som Mary Lasenby
- Thomas Meighan som William Crichton
- Lila Lee som Tweeny
- Theodore Roberts som Loam
- Raymond Hatton som Ernest Wolley